# ピート (ディズニーキャラクター)
- ディズニーヴィランズ > ピート (ディズニーキャラクター)

ピート（別名：ペグレッグ・ピート、バッド・ピート、ブラック・ピートなど、Pete）は、ウォルト・ディズニー・カンパニーのウォルト・ディズニーとアブ・アイワークスによって作られた架空のキャラクターである。ピートは伝統的にミッキーマウスやドナルドダックの悪役である宿敵として描かれ、ミニーマウスを何度も誘拐しようとすることで悪名高くなった。ピートは、1925年のアニメ「アリスの謎解きパズル」で初登場した、最も古いディズニーキャラクターである。当初は擬人化されたクマのような姿だったが、1928年にミッキーが登場してからはヤマネコとして描かれるようになった。
ピートは1925年から1954年までの間に、『アリス・コメディ』やオズワルド・ザ・ラッキー・ラビットのアニメーション作品、そして後にはミッキーマウス、ドナルドダック、グーフィーのアニメーション作品で合計67本の短編映画に登場した。第二次世界大戦中には、一連のアニメーション短編でドナルドダックを兵士に仕立て上げようとする苦労する軍曹として登場した。
この時代の最後の登場は1954年の「リスの大手柄」であり、チップとデールの3部作の最終作だった。また、1983年の「ミッキーのクリスマスキャロル」、1990年の「ミッキーの王子と少年」、1995年の「グーフィー・ムービー ホリデーは最高!!」、2000年の「史上最強のグーフィー・ムービー／Xゲームで大パニック！」、1999年の「ミッキーのクリスマスの贈りもの」、2004年の「ミッキー・ドナルド・グーフィーの三銃士」、そして2013年の短編映画「ミッキーのミニー救出大作戦」にも登場した。
ピートはまた、多くのディズニーコミックにも登場している。初期のミッキーマウスのコミックストリップでは、シルベスター・シャイスターの間抜けなサイドキックとして登場し、その後、主要な敵役に発展した。イタリアのコミックでは、ガールフレンドのトルーディが登場し、いくつかのストーリーで中心キャラクターとして描かれることもある。ピートは後に、1992年から1993年にかけて放送されたテレビアニメ「パパはグーフィー」で頻繁に登場し、この作品では異なる設定で、家族を持ち、中古車販売員として定職を持ち、グーフィーの友人（とはいえ、良い友人ではない）として描かれた。このキャラクター設定は、1999年の「ミッキーのクリスマスの贈りもの」で再び登場した。さらに、2001年から2003年にかけて放送された「ハウス・オブ・マウス」では、クラブを閉鎖しようと常に狡猾な手段や抜け道を利用しようとする強欲な不動産所有者として登場した。
ピートはしばしば悪役としてキャスティングされるが、その役割の中で非常に多様な演技を見せており、凶悪な犯罪者（「ミッキーの犬泥棒」「リスの大手柄」、および彼の多くのコミックでの描写）から、正当な権力者（「ミッキーの引越し大騒動」「ドナルドの入隊」「ミッキーのドキドキ汽車旅行」）、いたずら好きなトラブルメーカー（「ミッキーの摩天楼狂笑曲」「ドナルドのトロンボーン騒動」）から、自らが悪戯の被害者になることもある（「ドナルドと山男」「ドナルドの透明人間」）。一部の場面では、同情的なキャラクターを演じることもあるが、常に彼の根底にある威圧的な性格を維持している（「ミッキーのオーケストラ」「グーフィーの探偵教室」）。幼児向けのアニメーションTVシリーズ「ミッキーマウス クラブハウス」では、主に友好的なキャラクターとして描かれているが、その行動が時折迷惑を引き起こすこともある。

## 劇場用アニメ

### アリス・コメディ

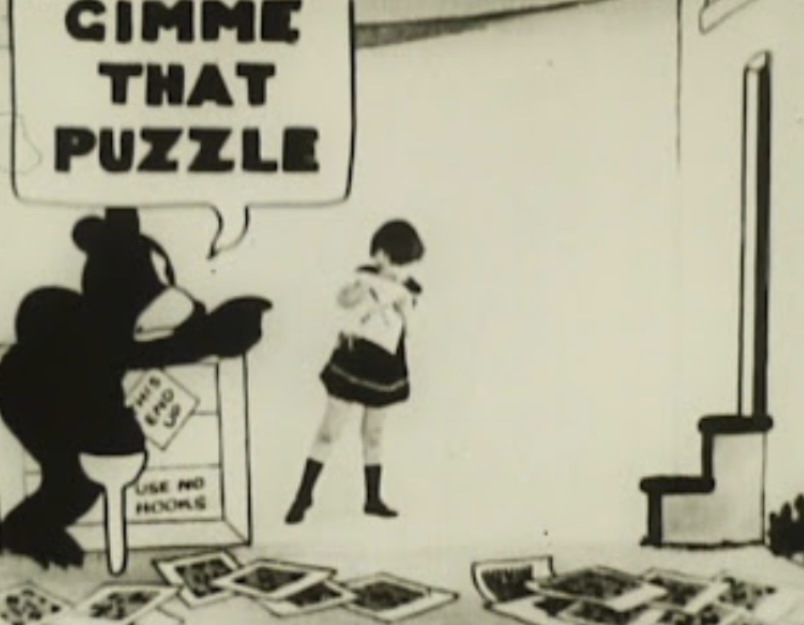
ピートは「アリスの謎解きパズル」で初登場した。

ピートは、ウォルト・ディズニーがプロデュースした1920年代の短編シリーズ「アリス・コメディ」で初登場した。
彼が初めて登場したのは、1925年2月15日公開のアリスの謎解きパズルで、ブートレッグ・ピートという名前だった。このニックネームは、アメリカ合衆国における禁酒法（1920年 - 1933年）時代に、アルコール飲料の密造業者であったことに由来している。アニメの中で、ピートの活動は彼をビーチへと導き、そこでアリスがクロスワードパズルに取り組んでいるのを見かける。ピートはクロスワードパズルの収集家であり、アリスが解いているパズルが彼のコレクションに欠けている希少なものであることに気づく。この短編の残りの部分は、ピートがアリスと彼女の密造酒に酔った猫ジュリアスを脅かしてパズルを奪おうとする内容に焦点を当てている。
この威圧的で片足のクマの悪役は、画面上で大きな存在感を持ち、再登場する運命にあった。その後の様々な「アリス・コメディ」では、再びアリスやジュリアスと戦い、競い合い、しばしばプトリッド・ピートやペグレッグ・ピートという別名で登場した。

### オズワルド・ザ・ラッキー・ラビット

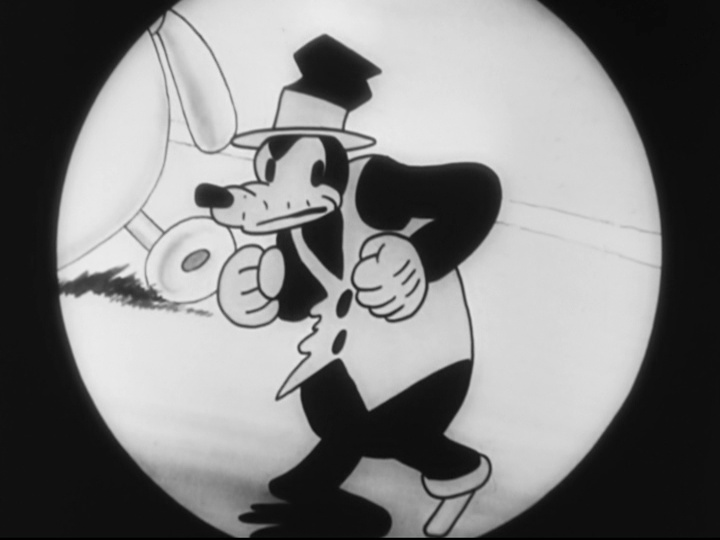
「ジ・オーシャン・ホップ」に登場したピート

ディズニーは新しいスターであるオズワルド・ザ・ラッキー・ラビットに対抗する悪役が必要だったため、ピートは1927年9月8日に公開された6作目のオズワルド短編「ジ・オーシャン・ホップ」で彼の新たな敵として登場した。ピートとオズワルドは、明らかにチャールズ・リンドバーグに触発され、大西洋を横断する飛行機レースに参加する。
プロデューサーのチャールズ・ミンツがオズワルドシリーズの制作を自身のスタジオに移した頃には、ピートはオズワルドにとって最も頻繁に登場するサポートキャラクターとして確立されており、その役割でウォルター・ランツが監督および制作したオズワルドの映画にも1937年まで引き続き登場した。これにより、ピートは当時、2つのライバルアニメーションスタジオが制作した短編に頻繁に登場した唯一のアニメキャラクターとなった。彼がディズニー以外で最も注目すべき出演を果たしたのは、1929年9月29日に公開された「パーマネント・ウェーブ」での船長役であると考えられる。

### ミッキーマウスと仲間たち

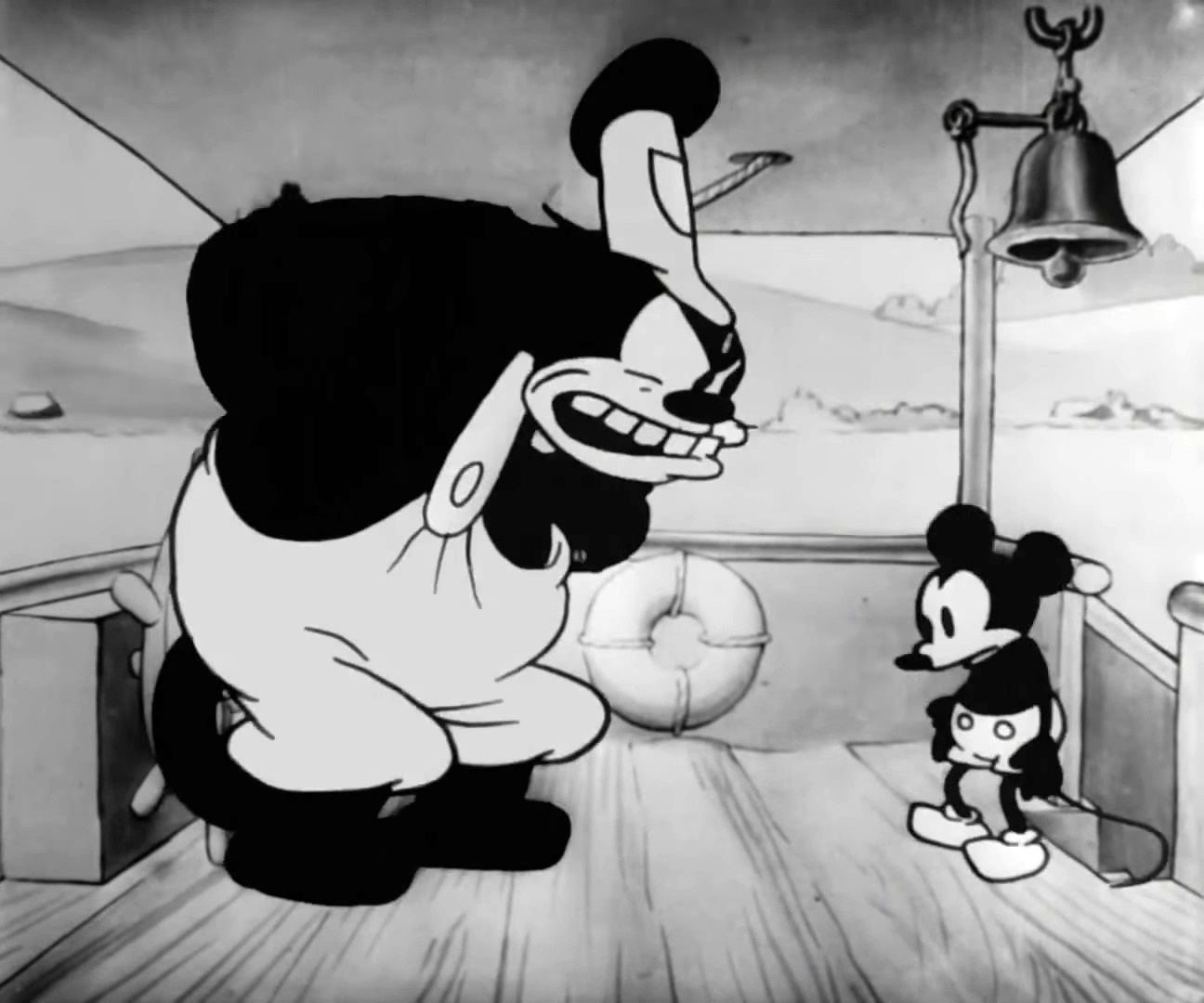
『蒸気船ウィリー』に登場したピート

オズワルドシリーズを離れた後、ディズニーと彼のチームは新しい主人公であるミッキーマウスのためにネコの悪役を作り出した。この悪役は当初、アニメでは名前が付けられておらず、1930年1月のコミックストリップでは「テリブル・トム」と呼ばれていたが、1930年4月までには「ペグレッグ・ピート」と呼ばれ、ミッキー以前の悪役の新しい化身として正式に確立された。プルートを開発したことで知られるアニメーターのノーム・ファーガソンは、いくつかの短編でピートのキャラクターを発展させ、彼は俳優ウォーレス・ビアリーに似せて作られた。
ピートは1928年のアニメ「ギャロッピン・ガウチョ」や「蒸気船ウィリー」からミッキーの敵として登場し始めた。これらの作品では両足で登場していたが、1930年の「カクタス・キッド」では片足が義足として初登場し、初めて話すシーンもあった。彼が初めてカラーで登場したのは1936年の「ミッキーの引越し大騒動」で、この作品では義足がなくなっている。
1930年代のアニメでは、ピートはミッキーマウスの宿敵として登場したが、彼の職業は様々で、完全なアウトロー（「ギャロッピン・ガウチョ」「カクタス・キッド」「ミッキーの二挺拳銃」）から、残忍な法執行者（「ミッキーの引越し大騒動」では、ミッキーとドナルドダックに立ち退き通知を出す保安官）までさまざまだった。一方、1942年のアニメ「ミッキーのオーケストラ」では、ピートはミッキーのオーケストラをスポンサーする同情的な興行主として登場し、コンサートは大失敗するものの、大成功を収める。ミッキーの人気が低迷するにつれて、ピートはドナルドダック、そして少なからずグーフィーやチップとデールに対する敵役として登場するようになった。

## コミック
ディズニーコミックでは、ピートは常に悪党として描かれており、しばしばミッキーマウスの敵であるシルベスター・シャイスター、エリ・スクインチ、またはファントム・ブロットと手を組んでいる。
1930年初頭のミッキーマウスのコミックストリップの宣伝用ストリップでは、「テリブル・トム – 悪党の悪漢」として発表されたが、この名前はその後使われることはなかった。1930年4月24日のストリップでは、ミッキーが彼を「ペグレッグ・ピート」と呼び、その名前が定着した。ピートは1930年4月21日のストーリー「ミッキーマウス in デス・ヴァレー」で初めてミッキーマウスのコミックストリップに登場した。この登場は、「アリス・コメディ」以来、ピートが義足を持って登場した最初の例である。フロイド・ゴットフレッドソンは、時折ミスを犯し、ピートの義足が右脚から左脚に入れ替わることがあった。例えば、1930年8月26日のストリップでは、ピートの義足が1つのパネルから次のパネルに移る間に右から左に切り替わっている。また、7月11日のストリップや9月3日から9日の週でも義足が左側に描かれている。「ザ・ミステリー・アット・ヒドゥン・リバー」（1941年 - 1942年）では、義足が消え、ピートは通常の2本の脚を持っている。ミッキーがこれに驚くと、ピートはその1つを「流線型で最新式の」人工脚だと説明した。
1944年、ウォルト・ディズニーは短編映画からピートを引退させることに決めた。コミックの歴史家アルベルト・ベカッティーニは、これは「部分的には障害を持つ人々をからかっているように見えることが懸念されたため、部分的にはアニメーターたちがどちらの脚が木製の義足であるかを覚えていられなかったため」と書いている。ピートは数年間コミックストリップからも姿を消した。彼の最後の登場は、1944年7月から9月にかけて連載された「ザ・ワールド・オブ・トゥモロー」だった。
しかし、ピートはコミックブックには登場し続けた。1945年には、ドナルドダックのコミック「フローズン・ゴールド」（フォー・カラー #62、1945年1月）やミッキーの「ザ・リドル・オブ・ザ・レッド・ハット」（フォー・カラー #79、1945年8月）で悪役を務めた。彼は1946年と1947年の「ギブアウェイ」コミックにも登場し、「ミッキーのクリスマスツリー」（ドナルドとミッキー メリークリスマス、1946年）、「ドナルドと海賊」（チェリオス・プレミアム #W1、1947年）、「ミッキーマウスと幽霊屋敷」（チェリオス・プレミアム #W4、1947年）、「ミッキーマウスのロデオ」（チェリオス・プレミアム #X4、1947年）、「ミッキーマウスのヘリコプター」（ボーイズ＆ガールズ・マーチ・オブ・コミックス プレゼント #8、1947年）に登場し、再びコミックブックに戻った。「ミッキーマウスと潜水艦の海賊」（フォー・カラー #141、1947年3月）でも登場した。
ピートがコミックブックに引き続き登場していたため、ゴットフレッドソンは1947年3月の「ペグレッグ・ピートの改心」で彼をコミックストリップに戻した。彼の最後のストリップ登場は「ザ・アイル・オブ・ムーラ・ラー」（1952年4月-10月）だった。それ以降、彼はコミックブックでさらに多くの登場を果たした。
「ミッキーマウス in デス・ヴァレー」やその後のいくつかのストーリーラインでは、ピートはシルベスター・シャイスターの手下として描かれた。1934年からは徐々に独自に活動し始めた。また、ピートはしばしばディズニーの世界の他の悪役（スクルージ・マクダックの敵であるビッグルボーイズやマジカ デ スペル、マダム・ミム、フック船長、そして女王）とチームを組むこともある。いくつかのコミックストーリーでは、彼の右腕となる人物は痩せた髭を生やした犯罪者「スカットル」である。イタリアのコミックでは、彼のガールフレンドであるトルーディ（トルーディ・ヴァン・タブ）は彼の犯罪の相棒として頻繁に登場する。彼の従兄弟である「マッドサイエンティスト」ポルティスも、もう1人の、あまり頻繁ではない仲間である。
1943年のコミックストリップ「ミッキーマウスの秘密任務」では、彼はナチス・ドイツのエージェントであり、ゲシュタポのスパイであるヴォン・ウィーゼルの手下として登場した。1950年のコミックストリップ「ザ・ムーク・トレジャー」では、彼は鉄のカーテンの向こう側にある全体主義国家の情報部次官（ベリアに似た役割）として描かれている。
イタリアでは、彼の名前は「ペグレッグ・ピート」や単に「ペグレッグ」として知られており、コミックやアニメーションの中で実際に義足で描かれることはほとんどなくなっているにもかかわらず、そのまま使用されている。ロマーノ・スカルパによるイタリアのストーリー「トップリーノ・エ・ラ・ディメンション・デルタ」（「ミッキーマウスとデルタ次元」、1959年に初出版）では、ピートが短期間義足を外し、その下に古い高さ1フィートの義足があることを明かしている。通常、ガンバディレグノ（イタリア語でペグレッグの意味）は、警察署長シーマス・オハラ（「コミッサリオ・アダモ・バセトーニ」）や刑事ケーシー（「イスペットーレ・マネッタ」）の敵役として描かれ、ファントム・ブロット（「マッキア・ネラ」）のライバルや犯罪のパートナーとして登場する。
ピートは2013年の短編「ミッキーのミニー救出大作戦」で復帰し、左脚が義足としてアニメーション化された。

## 第二次世界大戦
第二次世界大戦中、ピートはウォルト・ディズニーによって「徴兵」され、アメリカ合衆国商船隊の公式マスコットとして登場した。彼はドナルドダックの軍隊映画シリーズに登場し、ドナルドの訓練教官や、その後は軍曹やジャンプマスターを演じた。また、ミッキーマウスのコミックストリップでは、1943年のエピソード「ミッキーマウスの秘密任務」で、ナチス・ドイツのスパイとして登場し、その動機はお金だった。

## 先祖と家族
コミックブックのストーリーでは、ピートは長い間悪党、追いはぎ、無法者の家系に属していると描かれている。彼の祖先には、アッティラ、黒髭、アントニオ・ロペス・デ・サンタ・アナ、ビリー・ザ・キッド、曹操などの歴史上の人物も含まれている。彼の母親は「モウ・ピート」として知られており、カール・バークスとジャック・ハンナが描いた「ドナルドダックと海賊の金」で言及されており（1942年10月初出版）、ペンシルベニア州ピッツバーグの住人として描かれている。彼女の唯一の登場は、カール・フォールバーグとポール・マリーによる「ザ・リバー・パイレーツ」（ウォルト・ディズニーのコミックス＆ストーリーズ #336–338、1968年9月-11月）だった。同じストーリーで、ピートの短い二卵性双生児の兄弟であるリル・ピートが登場した。
1998年12月、ミッキーマウスのコミックストリップに、ピートの姉であるペチュラが登場した。彼女は料理番組「ペチュラのパントリー」のテレビホストだが、弟を終身刑に追いやったミッキーに復讐する時間も見つけている。
より知られており、キャラクターとしても長く続いているのが、イタリアのコミックのためにロマーノ・スカルパが作り出した2つのキャラクターである。最初は、1960年3月10日に初出版された「トップリーノ・エ・ラ・コッラーナ・チリカワ」で登場した、トルーディ・ヴァン・タブである。この女性のパートナーは、ピートの幼なじみとして描かれ、彼らが子供の頃に赤ん坊のミッキーを誘拐する場面も描かれている。しかし、トルーディはすぐにピートのガールフレンドであり、犯罪のパートナーであり、ルームメイトとなった（彼らが刑務所の外で暮らしている場合）。彼らの関係は、長年にわたる事実婚へと進化している。この関係は、ミッキーとミニーマウスの永遠の婚約や、グーフィーの独身主義に対する対比として時折使われる。トルーディとピートには、しばしばミッキーやミッキーの甥であるモーティとファーディのライバルとなる2人のいたずら好きな甥、ピエリーノとピエレットもいる。
スカルパによって作られたもう1つのキャラクターは、ピートの従兄弟である犯罪科学者のポルティスである（イタリア語版ではプロッティガット。英語名は2008年に「ウォルト・ディズニーのコミックス＆ストーリーズ」#695で初使用された）。ポルティスは、1977年1月9日に初出版された「トップリーノ・エ・イル・ピッポルーポ」（「ミッキーマウスとオオカミの呪い」として英語で出版）で初登場した。
エド・ノフジガーは、ピートのもう1人の恋人であるチルピー・バードというキャラクターを作り出した。彼女は1981年12月に初出版された「トップリーノ・エ・イ・ピッチョーニ・ポリツィオッティ」（「ミッキーマウスと鳩の警察官」）で初登場し、1981年から1984年までの8つのストーリーでピートの犯罪のパートナーとして出演した。フランスでは、彼女とトルーディが同一人物として扱われ、トルーディが猫でチルピーがカナリアであるにもかかわらず、両者は「ガートルード」という名前で再命名された。
「ミッキーマウス・ワークス」では、ピートにはもう1人の従兄弟、ジークが登場する。ジークはピートのように犯罪者だが、彼の従兄弟が裏切ろうとするのを警戒している。ミッキーはこの不信感を利用して、2人を仲違いさせることがよくある。
「パパはグーフィー」では、ピートには妻ペグと2人の子供、PJとピストルがいる。あるいは、1961年にカール・フォールバーグとポール・マリーが描いた「ウォルト・ディズニーのコミックス＆ストーリーズ」#245のコミックストーリー「ミッキーの奇妙な任務」では、ピートのフルネームが「ジェントルマンのパーシー・P・パーシヴァル」として、文化的な家系を持つことが示唆されている。
1998年のイタリアのコミックストーリー「トップリーノ・エ・イル・ディアリオ・ディ・ツィア・トポリンダ」（「ミッキーマウスと叔母メリンダの日記」）では、ピートの祖母が登場し、彼の家族の中で唯一誠実な人物として描かれている。

## テレビ

### わんぱくダック夢冒険
1987年のテレビシリーズ『わんぱくダック夢冒険』の第1シーズンでは、ピートがいくつかのエピソードに登場した。しかし、彼はそれぞれの登場で異なるキャラクターとして描かれていた。そのため、必ずしも真の悪役ではなく、時にはただ利己的で邪悪な目的を持たない人物として描かれることもあった。いくつかのエピソードでは、最終的にスクルージのグループと和解することもある。これらのピートたちは、それぞれが独自のキャラクターであるように見える。というのも、彼らのうち2人は異なる時代に生きており、スクルージが過去に他のピートと遭遇していたとしても、彼を「認識する」ことがなかったからである。すべての登場で、ピートはウィル・ライアンによって声が担当された。
- 「鉄仮面のアヒルの秘密」：キャプテン・ピエトロ
- 「時間よ止まれ! / 海賊なんか怖くない」：キャプテン・ブラックハート
- 「謎のモンスターを追え! / 海の怪物の正体は?」：ドッグフェイス・ピート
- 「巨大真珠の秘宝 / 南の島のふしぎな真珠」：シャーキー

### パパはグーフィー
1992年のテレビシリーズ『パパはグーフィー』では、ピートには家族が登場する。家族には妻のペグ、2人の子供であるピート・ジュニア（通称PJ）とピストル、そして犬のチェーンソーが含まれており、ピート自身もより犬に似た外見をしている。彼らはグーフィー（ピートと高校時代の同級生）とその息子マックスの隣に住んでいる。
このシリーズでは、ピートはグーフィーの不器用さやトラブルの被害者になることが多く、通常その結果として彼の財産が破壊されたり、甚大な個人的な怪我を負ったりする。ピートは中古車販売店を経営しており、もはや公然とした悪役ではないが、依然としてずる賢く（かつ、攻撃的で、不愉快で、喧嘩腰で、疑り深い性格を持っている）、善良で少しおっちょこちょいな友人グーフィーをよく利用する。多くの場合、彼の計画は裏目に出たり、彼自身が自分の愚かな行動に罪悪感を抱いて事態を修正しようとしたりする。妻のペグはしばしば、ピートの粗野な態度を改めさせようとする。息子のPJは、性格が父親とは全く対照的であり、シリーズやそのスピンオフ映画『グーフィー・ムービー ホリデーは最高!!』（1995年）および「史上最強のグーフィー・ムービー／Xゲームで大パニック！」（2000年）で、グーフィーの息子マックスと良い友達である。ジム・カミングスは、このシリーズからピートの重低音の声を担当し、それ以来、全てのメディアでこのキャラクターの声を担当している。
シリーズのパイロットエピソード「フォーエバー・グーフ」では、ピートがグーフィーを嫌う理由の1つが明らかになる。それは、ピートが高校時代にアメフトのクォーターバックを務めていた際、大きな試合で、チアリーダーだったグーフィーがピートの顔にポンポンをぶつけたことでボールを落とし、試合に負けてしまったという出来事があったためである。

### 『ミッキーマウス・ワークス』と『ハウス・オブ・マウス』
『パパはグーフィー』の後、ピートは『ミッキーマウス・ワークス』で再び悪の道に戻り、他のキャラクターたちをしばしばいじめたり、時にはミニーマウスを誘拐したりした。また、普通の犯罪者（例えば、家の強盗）としても登場した。その後、『ハウス・オブ・マウス』では、悪徳な地主としての役割を演じた。いくつかのエピソードでは、ショーを妨害してクラブを閉鎖しようとする試みが描かれたが、時にはクルーを手助けすることもあった。

### ミッキーマウス クラブハウス
ピートは『ミッキーマウス クラブハウス』の多数のエピソードに登場する。彼は主人公と半ば悪役の役割を維持しているが、このシリーズは幼児向けであるため、彼の性格は大幅に穏やかになっており、悪意は少なく、よりいたずら好きなキャラクターとして描かれている。視聴者は、ミッキーと仲間たちがピートと彼の冒険に非常に寛容であることに気づく。彼はしばしば、グループが必要とする物を売る商人として登場し、豆と引き換えにアイテムを渡す。以前の姿に比べてはるかに優しいキャラクターであり、あるエピソードではハロウィーンパーティーにグループを招待し、「ピートのビーチブランケットルアウ」では、皆をパーティーに招待する。
クラブハウスでは、ピートをネタにした多くの楽しみが描かれている（彼が一番大きくて太っているキャラクターであるため、彼のオーバーオールが「ミッキーとミニーのジャングルたんけん」では帆として使われる）。しかし、彼は同時に同情的に描かれることもある。「クララベルのクラブハウスゆうえんち」では、彼は「ピーティードール」賞品を手放したくないという、感傷的な一面を見せる。さらに、「あかちゃんグーフィー」では、ベビークーフィーのおむつを（自発的に）替えている。
「クララベルのクラブハウスゆうえんち」のエピソードでは、ピートの体重がどのくらいかを最も近い形で推測できる場面もある。彼はクマのハンフリーと同じサイズと体重であることが示されている。
「まほうのことば」では、イースターエッグハントに唯一招待されなかったキャラクター（と彼は思っている）であり、乱入しようとするが、秘密の言葉を間違えてしまい、クラブハウスが空に浮かんでしまう。最後には彼が謝罪し、エッグハントに招待される。また、彼はミッキーの犬であるプルートと友達であるブルドッグのブッチの飼い主であることも明らかにされる。

### ミッキーマウス ミックス・アドベンチャー
ピートは『ミッキーマウスとロードレーサーズ』にも繰り返し登場し、ミッキーや仲間たちとレースで競い合ったり、さまざまな場所で一般市民として登場したりする。シリーズでは、ピートのさまざまな別人格や親戚も登場する。
- 「マカロニ・リボン・カップ」：ピストン・ピエドロ
- 「レースカーではたあつめ」：エル・トロ・ピート
- 「ほうせきどろぼう」：サー・ロード・ピート
- 「じょおうさまのおちゃかい」：ビーフィーター・ピート
- 「ふねのうえのダンスたいかい」：キャプテン・ピーターソン
- 「あこがれのえいがスター」：ピーテローニ・レオーネ

### 『ミッキーマウス!』と『ミッキーマウスのワンダフルワールド』
ピートは2013年のアニメシリーズ『ミッキーマウス!』と、その2020年のスピンオフ『ミッキーマウスのワンダフルワールド』に登場する。どちらの番組でも、彼は初期のミッキーマウスのアニメに基づいたデザインで描かれており、義足も含まれている。『ミッキーマウス・ワークス』や『ハウス・オブ・マウス』と同様に、彼は再び悪の道に戻り、今回もジム・カミングスが彼の重低音の声を担当している。

## 長編映画と特集

### ミッキーのクリスマスキャロル
1983年の短編映画「ミッキーのクリスマスキャロル」では、ディズニーキャラクターが登場するチャールズ・ディケンズの小説『クリスマスキャロル』の翻案で、ピートは「未来のクリスマスの幽霊」としてキャスティングされた。彼はフードを外して自分の姿を現し、葉巻に火をつけることでスクルージの墓石の刻印も照らし出す。彼のセリフはわずか1つだけで、「スクルージが『これは誰の墓だ？』と尋ねたのに対し、『お前のだ、エベネザー。墓場で一番の金持ちさ』」と言いながら冷酷に笑う。その後、スクルージが地獄の門が開く中で、自分の開かれた墓から逃れようと苦闘する場面が描かれる。

### ミッキーの王子と少年
このマーク・トウェインの『王子と乞食』のディズニー版『ミッキーの王子と少年』では、ピートが再び主要な悪役を演じた。今回は、イングランド王の近衛隊長として登場する。王の命が徐々に衰えていくのを見て、彼は部下たち、すなわち「イカサマ王」の護衛役として活動していた擬人化されたイタチの一団と共に、この機会を利用してイングランドの市民を恐怖に陥れ、王の名の下に彼らの財産を奪い始めた。
変装した王子を農民の少年ミッキーマウスと間違え、王国から追い出した後、部下の一人から「王子が村で騒ぎを起こしている」との報告を受ける。その部下は「貴族のように振る舞い、王室の指輪を持っていた」と主張した。ピートは自分が追い出したのが本物の王子であったことに気づき、これを利用しようとする。その夜、王が亡くなった後、ピートは「偽の王子」（ミッキー）を見つけ、ミッキーが命令に従わなければ彼の犬プルートの命を脅かすと脅す。
村では、本物の王子を見つけ、捕らえて城の地下牢に閉じ込める。王子の戴冠式の日、ピートはミッキーを王にする計画を立てるが、ミッキーはまだピートの命令に従っている。しかし、計画は突然王子が玉座の間に現れることで頓挫する。王子は地下牢から抜け出し、グーフィー（ミッキーの農民の友人）とドナルドダック（王子の従者）の助けを借りて護衛を回避した。玉座の間での突然の戦い（ミッキーと王子対ピート、グーフィーとドナルド対イタチの護衛隊）が勃発し、ピートは敗北する。グーフィーの失敗によってシャンデリアがイタチたちに落ち、彼らをまとめてピートに向かって転がしてしまう。ピートはこれを見て逃げようとするが、王子の剣術の技でズボンが破れて動きが鈍くなり、王子とミッキーの両方に足を引っ掛けられて転倒し、シャンデリアに巻き込まれてイタチたちと共にステンドグラスの窓を突き破り、城から落下してしまう。

### 『グーフィー・ムービー ホリデーは最高!!』と『史上最強のグーフィー・ムービー／Xゲームで大パニック！』
ピートは後に『グーフィー・ムービー ホリデーは最高!!』とその続編『史上最強のグーフィー・ムービー／Xゲームで大パニック！』に登場し、時折高慢で少し意地悪な一面を見せることもあるが、これらの映画は『パパはグーフィー』を基にしているため、彼のキャラクターははるかに軽いトーンで描かれている。映画の中で彼はグーフィーの親友であり、常に信頼できる相談相手として描かれている。

### ミッキーのクリスマスの贈りもの
1999年に発売されたビデオ映画『ミッキーのクリスマスの贈りもの』では、ピートは「グーフィーとマックスのサンタを探せ!」のストーリーにグーフィーの隣人として登場し、マックスにサンタクロースが存在しないと話して信じるのをやめさせる役割を果たす。その後、「ミッキーとミニーの賢者の贈り物」のストーリーでは、クリスマスツリーを販売するミッキーの上司として登場する。

### ミッキー・ドナルド・グーフィーの三銃士
2004年に制作されたビデオアニメ映画『ミッキー・ドナルド・グーフィーの三銃士』では、ピートが再び「ペグレッグ・ピート」という名前で登場した。彼は映画の主要な悪役として登場する。この映画では、彼は三銃士の隊長であり、副官のクララベル・カウやビーグルボーイズの助けを借りてフランスを支配しようと企んでいる。そのために、プリンセス・ミニーを排除しようとするが、彼にとってそれは難しいことだった。彼は映画のタイトルロールである三銃士を彼女の護衛として雇うが、彼らがうまく彼女を守れないだろうと考えていた。ピートには「悪役の歌」が与えられ、クラシック音楽の「山の魔王の宮殿にて」が使用された。

### その他の映画出演
ピートは『ロジャー・ラビット』のラストシーンで、トゥーンタウンの警察官として台詞のないカメオ出演もしている。彼は映画の最後に、『トムとジェリー』のスパイクやホーレス・ホースカラーと共に警備員の制服を着て後ろ姿が描かれており、その直前にポーキー・ピッグとティンカー・ベルが映画を締めくくる。
2002年に発売されたビデオ映画『ミッキーの悪いやつには負けないぞ!』では、ピートと他のディズニーヴィランズが『ハウス・オブ・マウス』からゲスト出演している。ヴィランズがクラブを乗っ取る際に歌われる「悪役の館」にも参加している。
ピートは2022年の映画『チップとデールの大作戦 レスキュー・レンジャーズ』にもカメオ出演しており、魔法の絨毯に乗り、『アラジン』（1992年）のプリンス・アリの衣装を着て、ブートレグ映画を撮影しているシーンで登場する。

## コンピュータゲーム出演
- ゲームボーイの初期のゲーム「ミッキーのデンジャラス・チェイス（英語版）」では、ミッキーがミニーに贈り物を用意しているところをピートが盗む。それを取り戻すために、ミッキーはピートを追いかけ、いくつかのゾーンを通り抜ける。ピートはゲームの最終（そして唯一の）ボスとして登場する。
- ピートは、初期のNESカプコンゲーム「ミッキーマウス 不思議の国の大冒険」（または単に「ミッキーマウス」）で海賊船の船長として登場する。多くの登場作品とは異なり、このゲームでは彼は最終ボスではない。特に、彼の役割はゲームのアメリカ版に限定されており、オリジナルの日本版では、そのレベルのボスは『ピーター・パン』のフック船長だった。
- 「アドベンチャーズ・イン・ザ・マジック・キングダム（英語版）」（NES版）では、ピート（「パンハンドル・ピート」として言及される）が城の鍵の1つを盗み、キャラクターに「オートピア」アトラクションでのレースを挑んでくる。ピートはカットシーンでのみ描かれ、レース自体は他の車と競うタイム制の障害物コースのようなものである。
- カプコンの3部作「ミッキーのマジカルアドベンチャー」では、ピートは各ゲームの最終ボスであり、異なる支配者（皇帝、男爵、王）を演じる。彼は悪の支配者として領地を恐怖に陥れ、しばしば他のキャラクターを誘拐する。第1作ではプルートを誘拐し、第2作では「バロン・ピート」としてゲームの敵を指揮し、第3作ではドナルドの甥たちを誘拐する。ミッキーと、ゲームによってはミニーやドナルドが彼を倒そうとする。第1作の最後では、彼は倒された後にただ消え去る。第2作では、彼は自分の水晶玉に封じ込められ、ミッキーによって遠くに投げられる。第3作では、ミッキーとドナルドに敗れた後、最終的に降参し、善人になることを約束する。
- 「アイラブドナルドダック グルジア王の秘宝」では、ドナルドダックが3人の甥たちの助けを借りて、彼が見つけた地図から宝物を手に入れる冒険を描いている。ピートはゲームの終盤で敵役として登場し、ドナルドの甥たちを誘拐して地図を渡すよう要求する。最終ステージおよびボスの直前で彼と戦う必要がある。
- 「ミッキーマニア」では、ミッキーマウスが『蒸気船ウィリー』での最初の登場に遡って時間を遡り、その後も『ミッキーの王子と少年』の役割まで彼の宿敵として登場します。
- 「ミッキーのレーシングチャレンジUSA」では、ピートは重量級のレーサーとして登場するが、プレイヤーがルートヴィヒ・フォン・ドレイクまたはヒューイ・デューイ・ルーイを選択すると彼の代わりに登場する。
- 「マジカルテトリスチャレンジ featuring ミッキー」では、ピートは主要な敵役として登場する。ゲーム内で彼の目標は、ドナルドの謎の紫の石から究極の力を手に入れることであり、イタチやビッグ・バッド・ウルフが彼の手下として登場する。
- 「ディズニー・シンク 早押しクイズ（英語版）」では、ピートはプレイヤーが30,000ポイントを集めると登場する最後の隠しプレイヤーキャラクターとして登場する。
- 「アイラブ ミッキー&ドナルド ふしぎなマジックボックス（英語版）」（ミッキーマウスとドナルドダック主演）では、ピートは最終ボスであり、巨大な魔法の箱を所有していて、箱に落ちた犠牲者が不思議な地形を進み、彼を倒して脱出するという挑戦を設定する。いくつかの小さな敵はピートに似ている（例えば、クモなど）。これらは、真の監禁ではなく、遊びの一環であるように見える。エンドクレジット前の最後のステージでは、ピートが観客席でいたずらっぽい笑顔を見せながらショーを楽しんでいるのが見られる（ミッキーとドナルドは箱に落ちてショーを見逃しそうになった）。
- 「ミッキーマウス伝説の王国」（ミッキーマウス主演）では、ピートは物語の無能な王であり、洗濯小僧のミッキーに王位を譲り、最終的には王位を取り戻すためにミッキーと戦う。
- 「グーフィーのヒステリカル・ヒストリー・ツアー（英語版）」では、ピートは主要な敵役として登場する。彼はルートヴィヒ・フォン・ドレイクの博物館の用務員であり、彼の同僚であるグーフィーを解雇させるために展示品を破壊し、さまざまな時代に散らばった破片を集めさせる。ピートは各レベルのボスとして登場する[31]。
- ピートはWiiゲーム「ディズニー エピックミッキー 〜ミッキーマウスと魔法の筆〜」にも登場する。再び義足をつけて登場し、最初は「グレムリン・ビレッジ」に「スモール・ピート」として登場し（ディズニーランドの「イッツ・ア・スモールワールド」ライドに基づいている）、その後は「ミーン・ストリート」（メインストリートUSAを基にしている）で通常の姿で登場する。彼はミッキーに、ゲーム内のさまざまなエリアに異なるテーマのピートがいることを伝える[32]。例えば、トゥモローシティではサーク風の衣装を着た「ペトロニック」として登場し、「ベンチャーランド」では「ピート・パン」として登場する。「ビッグ・バッド・ピート」として知られるピート自身は、ミーン・ストリートで自称エンフォーサーの役割を果たし、プレイヤーのためのクエストの源泉となっている。トゥモローシティでは、サーク風のペトロニックがレベルのボスであり、バケツのシンナーを投げつけたり、地面を揺らしたり、IDディスクを投げたりして攻撃する。ペトロニックを攻撃する唯一の方法は、彼のディスクを反射して彼を気絶させ、背面を露出させることである。ミッキーは彼にペイントをかけて青くして友好的にするか、シンナーでショートさせてMCPのような存在に変えることができる。「ベンチャーランド」では、ピートは「ピート・パン」という名前の陽気でおしゃべりなバージョンとして登場し、「ピーターパン」にちなんで名付けられ、ミッキーがスプライトを助けて彼を救うまでスカル島に閉じ込められている。ピートたちは続編「ディズニー エピックミッキー2:二つの力」にも登場し、最初は主人公たち（ミッキーとオズワルド）の味方として登場する（ピート・パンはフックが姿を消した後、マッド・ドクターと手を組んでいる）。しかし、ゲームの終わりには、彼らはプレスコットと共に去り、彼に対して何か計画を抱いている。3DSタイトル「ディズニー エピックミッキー:ミッキーのふしぎなぼうけん（英語版）」では、3種類のピートの敵が登場する。最初のタイプは、ピートの顔が刻まれた「トンプ」のような敵である。ミッキーはこの敵を利用することができます。第2のタイプは『ミッキーマウス クラブハウス』での彼の外見に似ている。このタイプのピートは、ミッキーと戦うために強力な力を使う。第3のタイプは、スパイクの付いたシェルを使ってミッキーを攻撃する。ミッキーはスピン攻撃で彼を倒し、その後ジャンプ攻撃を使用する必要がある。
- ピートは（『ミッキーマウス クラブハウス』のような外見で）ニンテンドー3DSゲーム「ディズニー マジックキャッスル マイ・ハッピー・ライフ」にも登場し、キャッスルトンの主要都市のキャラクターとして登場する。ゲームをクリアするために必要な100枚のステッカーのうちの1つは、ピートの依頼を満たすことで得られ、それによりプレイヤーとピートが一緒に写ったゲーム内の写真が得られる。
- ピートはモバイルゲーム「ディズニー マジックキングダムズ（英語版）」でもプレイ可能なキャラクターとして登場する。アンロックされる前は、ゲームのメインストーリーで最初の敵ボスとして登場する。ゲーム内で彼は『グーフィー・ムービー ホリデーは最高!!』の外見で登場し、短編映画『ミッキーのミニー救出大作戦』の外見を再現したコスチュームも作成可能である[33]。

### 『キングダム ハーツ』シリーズ
ピートは『キングダム ハーツ』シリーズのゲームにおいて、繰り返し登場する悪役として描かれている。彼は元々蒸気船の船長で、ミッキーマウスが甲板員として働いていた（彼らは『蒸気船ウィリー』でそのように描かれている）。その後、三銃士の隊長になったが、クーデターの計画がミッキーによって阻止された（『三銃士』での描写）。ディズニーキャッスルが彼らの世界に建設され、ミッキーが新しい王となると、ピートはさまざまな悪事を働き、別の次元に追放された。彼は後にマレフィセントによって解放され、彼女に恩義を感じ、彼女に報いるために、人々の心の闇から生まれた生物であるハートレスの軍隊を集めることを誓う。
- マレフィセントに仕える前、ピートは世界の年に1度開催される「ドリームフェスティバル」中にディズニータウンで暴れ、2つの異なる別人格―スーパーヒーロー「キャプテン・ジャスティス」とアンチヒーロー「キャプテン・ダーク」―を切り替えながらコンテストに参加し、「ミリオンドリームズアワード」を自分のものにしようとする。しかし、彼はゲームの3人の主人公であるテラ、アクア、ヴェントゥスのうちの1人に敗北する。他人の心に対する配慮が欠けていることが悪事を通じて明らかになり、ピートはクイーン・ミニーによって行儀を学ぶまで別の次元に追放される。しかし、彼はマレフィセントによって解放され、彼女のためにシリーズの世界のさまざまな場所を征服するのを助ける。

- 「キングダム ハーツ 358/2 Days」では、ピートがハートレスを集めてマレフィセントのための軍隊を築く様子が描かれている。彼は最初、ジャファーの魔法のランプを探してアグラバーを探索しているが、実はロクサスと機関XIIIのアクセルに密かに尾行されており、彼らは心を集める任務を遂行している。ピートはやがて街の外への秘密の通路を見つけ、それが偶然にもロクサスを不思議の洞窟へ導くことになる。ロクサスは後にシオンと共に洞窟を調査するが、ピートに見つかり、ランプを奪いに来たと勘違いされ戦闘になる。ピートは敗北後、逃げ去る。ピートはネバーランドに再登場し、島中に空の宝箱をいくつか置き、それらに導く地図をフック船長に売りつける。フックの強欲さがハートレスを引き寄せると考えていたのだ。しかし、彼の計画は再びロクサスに阻止され、ロクサスがハートレスを倒してその心を集める。ピートは最後に金で満たされた宝箱にフックを導くが、フックの心の闇に反応して強力なハートレスとなり、ピートはそれがロクサスを倒すことを望むが、結局敗北する。ピートは再び姿を消し、次に会った時にはロクサスに復讐することを誓う。

- ピートは「キングダム ハーツII」でシリーズ初登場し、最初に主人公の一行―ソラ、ドナルド、グーフィー―とイェン・シッドの塔の前で遭遇する。彼は、彼らが以前にマレフィセントを倒したことを知り落胆するが（彼女の不在中に彼が彼女の代わりを考えていたこともある）、マレフィセントはすぐに復活し、ピートは彼女に不在中の出来事を報告しながら任務を継続する。彼は他の世界を旅し、古い悪役や新しい悪役を仲間に引き入れるか、彼らを強力なハートレスに変えるために勧誘するが、毎回ソラたちに阻止される。ピートは主人公たちにとって脅威というよりも厄介者として見られており、ソラは彼が「靴ひもを結ぶのもままならないくらい賢くない」とさえ言っている。それでも彼はゲームのいくつかの部分で繰り返しボスとして戦うが、毎回倒すための戦略が異なる。ピートはその愚かな行動にもかかわらず、マレフィセントに対する忠誠心が強く、彼女から頻繁に罵倒される。ある事件の後、彼が蒸気船の船長としての輝かしい時代に戻りたいと願ったことで過去へのポータルが開き、彼は再びマレフィセントの信頼を取り戻す機会を得る。彼は過去に戻り、若い頃の自分の蒸気船を盗み、過去をマレフィセントの望むように変えようとするが、再びソラたちに敗北する。若い頃のピート（彼は年老いたピートの正体を知らない）と手を組んだソラたちによって、彼の計画は阻止される。しかし、ピートは自身の価値を証明し、マレフィセントを「存在しなかった城」―機関XIIIの本拠地―に連れて行き、彼らが新たな拠点として利用できるようにするが、この暗黒の領域ではハートレスが手に負えなくなることを彼は承知している。最終的に、ピートは城がハートレスに占拠されると逃げることを考えるが、マレフィセントの側に立って彼女を守り、ソラたちが機関XIIIを倒すのを助けることにする。しかし、城は破壊される。ゲームの最終ボスの前に、ピートはオリンポスコロシアムの「ハデス・パラドックスカップ」のオプションボスとして再び戦うことができる。

- ピートは「キングダム ハーツ コーデッド」にも登場し、ディズニーキャッスルでミッキーをスパイし、その後データの世界にミッキーと共に転送される。彼はマレフィセントの計画に協力し、データジャファーを助けながらデータソラと対峙し、後にデータリクを誘拐し、バグを使って彼を奴隷にする。彼はホロウバスティオンで対決し、意図せずにデータソラがキーブレードを取り戻すのを助けるが、データリクを使って彼を攻撃する。後に、データソラはデジタル化されたソラのハートレスから彼とマレフィセントを救出しようとするが、データリクが「データの裂け目」を通じて彼らを救い、元の世界に戻す。

- 「キングダム ハーツ 3D ［ドリーム ドロップ ディスタンス］」では、世界に広がる闇の増加により、ピートはマレフィセントと共に光の礎石の防護魔法を突破する。彼らはミニーを人質に取り、キングミッキーに手紙を送り、城の図書館で対決する。マレフィセントがゼアノートとの過去の出会いを説明した後、彼らはデータワールドを引き渡すよう要求する。しかし、リィアが現れてピートをチャクラムで脅し、ピートはすぐにボスと共に逃げ去る。ソラとリクは、過去のもう1つのピートの化身と戦い、彼はプリンセス・ミニーの王国の三銃士の腐敗した隊長として登場する。彼はミニーを倒して自分が王になることを計画するが、その計画はミッキー、ドナルド、グーフィー、そしてソラとリクの助けで阻止される。

- ピートは「キングダム ハーツIII」にもマレフィセントと共に登場するが、役割は小さい。彼は主に、キーブレードマスターのルシュが残した謎の黒い箱を探すマレフィセントを助けるが、成功には至らない。ゲームのエンディングでは、ピートとマレフィセントがルシュ（彼のジグバールの姿）とアイラ、エイサ、インヴィ、グラとが遭遇する場面を監視しているところが描かれ、そこには黒い箱も登場する。

## テーマパーク
ディズニーの歴史あるキャラクターでありながら、長期間にわたりディズニー・パークス・アンド・リゾーツに登場していなかった。
2023年3月19日、ディズニーランド・リゾート内「ミッキーのトゥーンタウン」がリニューアルされる際、ピートのグリーティングが開始され、これが世界での初登場となった。
東京ディズニーランドでは、2024年4月から6月に開催された「ディズニー・パルパルーザ」第2弾「ドナルドのクワッキー・ダックシティ」で初めて登場した。同年12月6日、東京ディズニーリゾートを運営するオリエンタルランドは、東京ディズニーシーのロストリバーデルタにある「ハンガーステージ」で新たなエンターテインメントプログラム「ドリームス・テイク・フライト」を2025年7月16日から開始することを発表した。このプログラムでピートは飛行機工場の工場長として登場することが明らかにされた。

## キャスト

### 原語版声優
- 初代：ウォルト・ディズニー（1928年）
- 2代目：ビリー・ブレッチャー（1932年 - 1960年）
- 3代目：ジョン・マクリーシュ（1942年）：「ドナルドのベルボーイ」を担当。
- 4代目：ウィル・ライアン（英語版）（1983年 - 1992年、2013年)：『ミッキーのクリスマスキャロル』『わんぱくダック夢冒険』を担当。
- 5代目：アーサー・バーグハート（1990年、2001年 - 2003年）：『ミッキーの王子と少年』などを担当。
- 6代目：ジム・カミングス（1992年 - 現在）

### 日本語吹替版声優
- 太宰久雄（1950年代）- テレビ番組で主に担当
- 玉川良一（1964年）-『ドナルドの西部の保安官』（レコード版）[39]
- 遠藤征慈（1984年 - 1988年）- ポニー版・バンダイ版（廃盤）
- 内田稔（1984年 - 1988年）- ポニー版・バンダイ版（廃盤）
- 郷里大輔（1984年 - 1985年）- 日本テレビ『ミッキーマウスとドナルドダック』
- 大平透（1989年 - 2015年[ノート 1]）- BVHE版初代
- 鹿野由之（2001年 - 2003年）-『ハウス・オブ・マウス』の歌唱部分を担当
- ミュージッククリエイション（2003年）-『ミッキーの悪いやつには負けないぞ！』の歌唱部分を担当。
- 北川勝博（2015年[ノート 2] - 現在）- BVHE版2代目
- 瀬水暁（不明）- エー・アール・シー版を担当。

### ノート
1. ↑  病院でのリハビリのため『ミッキーマウス!』は途中で降板。その後2016年4月12日に死去。
2. ↑  『ミッキーマウス!』の途中から。